# Donacia galaica
Donacia galaica là một loài bọ cánh cứng trong họ Chrysomelidae. Loài này được Báguena miêu tả khoa học năm 1959.